# Elytrigia
Elytrigia is een geslacht uit de grassenfamilie (Poaceae). De twintig tot veertig soorten van dit geslacht komen voor in delen van Europa en Azië.

## Soorten (selectie)
| - Elytrigia alatavica - Elytrigia bessarabica - Elytrigia caespitosa - Elytrigia campestris - Elytrigia curvifolia - Elytrigia disticha - Elytrigia elongata - Elytrigia gmelinii - Elytrigia intermedia - Elytrigia lolioides - Elytrigia pontica - Elytrigia pungens - Elytrigia pycnantha - Elytrigia rechingeri - Elytrigia scirpea - Elytrigia trichophora - Elytrigia varnensis |